# Gusana
Gusana ist eine Gattung der Landplanarien, die in Chile verbreitet ist.

## Merkmale
Individuen der Gattung Gusana haben einen breiten, blattförmigen Körper, der sich zum Vorderende hin verjüngt, so dass dieses dreieckig aussieht. Die Hautmuskulatur ist sowohl bauch- als auch rückenseitig in Teilen ins Mesenchym eingesunken. Entlang des bauchseitigen Seitenrands am Kopfende befindet sich ein Band sensorischer Gruben, die verzweigt sind. Hiermit unterscheiden sich die Individuen von anderen Landplanarien der Neotropis. Im Kopulationsapparat sitzt eine kleine Penispapille innerhalb der männlichen Geschlechtshöhle. Der Ovellinkanal mündet bauchseits in die weibliche Geschlechtshöhle.

## Arten
Der Gattung Gusana gehören drei Arten an:
- Gusana cruciata (von Graff, 1899)
- Gusana lata (von Graff, 1899)
- Gusana platei (von Graff, 1899)